# Womelsdorf
Womelsdorf es un borough ubicado en el condado de Berks en el estado estadounidense de Pensilvania. En el año 2000 tenía una población de 2.599 habitantes y una densidad poblacional de 1,156.7 personas por km².

## Geografía
Womelsdorf se encuentra ubicado en las coordenadas 40°21′55″N 76°11′16″O / 40.36528, -76.18778.

## Demografía
Según la Oficina del Censo en 2000 los ingresos medios por hogar en la localidad eran de $45,082 y los ingresos medios por familia eran $53,456. Los hombres tenían unos ingresos medios de $38,309 frente a los $24,514 para las mujeres. La renta per cápita para la localidad era de $22,133. Alrededor del 5.9% de la población estaba por debajo del umbral de pobreza.